# Памир
Вижте пояснителната страница за други значения на Памир.
Памир (на китайский 帕米尔 „Pàmǐ'ěr“; на персийски: پامیر; на таджикски: Помир) е мощна планинска система в Средна Азия, разположена на територията на Таджикистан (Горнобадахшанска автономна област), Киргизстан, Китай и Афганистан. Свързан е и с други мощни планински системи в Централна Азия – Хиндукуш на юг, Каракорум на югоизток, Кунлун на изток и Тян-Шан на север.

## Граници
Въпросът за природните граници на Памир е дискусионен. Обикновено под името Памир се подразбира територията, ограничена на север от Заалайския, на изток от Сариколския хребет, на юг – езерото Зоркул, река Пяндж и десният ѝ приток Памир, на запад – меридионалната долина на река Пяндж и на северозапад към Памир се отнасят източните части на хребетите Петър Първи и Дарвазкия хребет. В тези си граници се простира на 275 km по паралела и на 250 km по меридиана. Някои изследователи намаляват границите на планината, като изключват западните му части (К. В. Станюкович, Е. М. Мурзаев), а много други, обратно разглеждат Памир в много по-широки граници, включвайки в територията му някои планини на китайска територия в т.ч. масива Конгур и части от Западен Кунлун (Н. А. Гвоздецки, Р. Д. Забиров).

## Геоложки строеж, полезни изкопаеми
В пределите на планината от север на юг се обособяват няколко дъгообразно изпъкнали на север зони, разделени от разломи и различаващи се по геоложки строеж. Положението на Памир в геоложката структура на Централна Азия се разглежда по различни начини. Едни изследовател са склонни на удължат геоложките зони на планината на югозапад и изток, а други считат, че Памир се отделя на изток от Кунлун или от дълбок разлом, или от епейрогенни движения с амплитуда 150 – 200 km.
- Външната зона (северния склон на Заалайския хребет) е изградено от конгломерати, пясъчници, глини, варовици и вулканогенни наслаги с горнопермска, мезозойска и кайнозойска възраст с дебелина 12 – 14 km. От средата на олигоцена в тази зона започват интензивни деформации, които създават сложни нагънати форми и навлаци. Съвременната струстура на зоната представлява нарушена и издигната основа, придвижена на север във вид на навлак върху по стари структури.
- Зона на Северен Памир (на юг от гребена на Заалайския хребет). В тази зона са разпространени кристалинните шисти от горния докамбрий, мраморизирани варовици, пясъчници, глинести, карбонатни и вулканогенни наслаги с палеозойска възраст, пронизани през триаса или средната юра от интрузивни гранити. По същото време оформилата се нагъната структура, като цяло представлява сложно изграден мегантиклинорий, разбит и раздробен от по-късните движения на отделни блокове.
- Зона на Централен Памир. Тази зона има покривен строеж. Автохтона (основата) е изграден от кристалинни шисти и слабо метаморфозирани наслаги от горния докамбрий, мощни вулканогенни наслаги с предимно морски произход и частично бокситоносни със среднопалеозойска и горнокредна възраст. Алохтонът е образуван от маломощни палеозойски наслаги и по-мощни мезозойски (миоценски) такива с хоризонтални вулканогенни породи. Скалите на автохтона са пронизани от палеоген-неогенови интрузии и едновременно с това са подложени на интензивна метаморфоза. Има и гранитоиди с палеоген-неогенова възраст.
- Рушанско-Пшартската зона е изградена от теригенно-карбонатно-силициеви наслаги от горния палеозой и мезозой, съдържащи пачки от диабази и спилити. Те са смлени и нагънати и придвижини на север. Тези скали също са пронизани от гранитоидни интрузии с юрска, кредна и еоценова възраст.
- Зоната на Югоизточен Памир е известна с мощните си теригенни морски наслаги от горния палеозой, триаски и юрски силициево-карбонатни и флишови породи и кредни (миоценски) пъстроцветни пясъчници, конгломерати и червеноцветни теригенно-туфогенни наслаги, всички те пронизани от гранитоиди с горнокредна и еоценска възраст. Югоизточен Памир представлява голям синклинорий, усложнен от епейрогенни движения.
- Зоната на Югозападен Памир е изградена от докамбрийски кристалинни шисти, гнайси и мрамори, пронизани от гранитоидни интрузии с кредна и олигоцен-неогенска възраст. от някои геолози се приема, че Югозападен Памир представлява средния масив на цялата планина.[1]

Полезните изкопаеми в планината са свързани основна с процесите на койнозойския магматизъм и метаморфизъм (находища на планински кристал, редки метали, живак, бор, флуорит, исландски шпат, лазурит, благородни метали, злато). С кората на изветряне на границата между триаса и перма в Зоната на Централен Памир са свързани залежите на боксити.

## Географска характеристика

### Релеф
Релефът на Памир се характеризира в съчетанието на планински хребети разположени в паралелно (основно на запад) и меридианално направление. Първите съвпадат с големите нагънати структури (антиклинали), а вторите са обусловени от наслагването върху тези основни простирания на напречни издигания. На север, разположеният по паралела Заалайски хребет достига в връх Абу Али ибн Сина 7134 m при средна височина на гребена около 6000 m. Южно от Заалайския хребет се простират меридионалните хребети (от запад на изток): Академия на Науките, Зулумарт и Сариколски, разделящи водосборните басейни на Тарим и Амударя. Хребета Академия на Науките достига максимална височина при връх Исмаил Самани (7495 m), най-високата точка на Памир. Източният склон на хребета е скрит под снегове, ледове и фирнови полета, а западния се обръща като висока стена към редица хребети, разположени по паралела (от север на юг): Петър Първи с връх Москва (6785 m), Дарвазки с връх Арнавад (5992 m), Ванчки с връх Ванчек (5428 m) и Язгулемски с връх Революция (6974 m). На изток от Язгулемския хребет,в централната част на Памир, е разположеният по паралела хребет Музкол с връх Съветски офицери (6233 m). На юг него се простира хребет под названието Рушански (връх Патхор 6083 m) на запад и Североаличурски (връх Сарезки 5951 m) на изток. Южно се простират хребетите Шугнански (връх Скалисти 5707 m) и Южноаличурски (връх Богчигир 5716 m). Крайния югозапад на Памир се заема от разположения по паралела Шахдарински хребет (връх Карл Маркс 6723 m) и меридионалния Ишкашимски хребет (връх Маяковски 6095 m). В крайния югоизток, между двете съставящи на река Пяндж – Вахандаря (лява) и Памир (дясна) се простира Ваханския хребет (6421 m).
По своя характер релефа на Памир се дели на Източен и Западен. В Източен Памир господства древния среднопланински тип релеф, основата на който е силно издигната от нови тектонски движения. При абсолютни височини от 4000 – 6000 m, относителната височина не превишава 1000 – 1500 m. Планинските хребети и масиви имат предимно меки и закръглени очертания, а разделящите ги долини и безотточни котловини, разположени на височина 3700 – 4200 m са широки, плоскодънни и изпълнени с дебели, рохкави и натрошени (пролувиални и моренни) наслаги. Отделни по-високи части (хребета Музкол и др.) в билните си части имат високопланински тип релеф. В Западен Памир преобладават формите със силно разчленен високопланински релеф: тесни, алпийски тип хребети, със снегове и ледници, редуващи се с дълбоки и тесни дефилета, по които протичат пълноводни и бурни реки. Превишенията на гребените на хребетите над дъната на долините достигат 2000 – 3500 m. В техния облик господстват голите скали и сипеи. Рохкавите наслаги във вид на наносни конуси, моренните валове, флувиоглациалните и алувиалните тераси имат ограничено разпространение. Наносните конуси и терасите служат предимно за удобни места за изграждане на селища и стопанска дейност на човека. Широко са разпространени ледниковите форми на релефа (трогови долини, „овчи хълмове“, планински прагове, кари, карлинги и др.).
Източнопамирския тип релеф постепенно преминава в западнопамирски. В Западен Памир чертите на източнопамирския тип релеф са почти напълно заличени, като само тук-таме са се съхранили малки, плоски или слабохълмисти райони на височина 4000 – 4600 m Над тях са разположени силно разчленени алпийски форми, а надолу – форми на дълбочинната речна ерозия, усложнени от дейността на древните долинни ледници и следледниковата ерозия. Условно границата между двете области се прокарва по линията от гребена на хребета Зулумарт, през проходите Карабулак и Пшарт, западните краища на езерата Сарезко и Яшилкул и средното течение на река Памир.
Оформлението на съвременната структура и образуването на релефа на Памир са свързани с интензивните епейрогенни движения през кайнозоя, които превръщат Памир във високопланинска област, като тези движения продължават и през съвременната епоха, за което свидетелстват честите земетресения. Началото на формирането на съвременния релеф се отнася към средата на миоцена, когато в района на планината повсеместно се установява континентален климат и започва да действа активна речна ерозия. Ерозионното разчленение обхваща преди всичко периферията на планинската област (предимно Западен Памир и планините, граничещи със Сариколския хребет на изток) и постепенно се разпространява към вътрешните части. Благодарение на това по периферията на планината реките са врязани най-дълбоко, а към центърът и
 долините им стават по-плитки. В Източен Памир регресивната ерозия все още не е разпространена, поради което мекият му релеф съхранява реликтови черти.

### Климат
Климатът на Памир е високопланински, суров, остро континентален, особено в Източен Памир, където високите затворени котловини способстват за задържането и допълнителното охлаждане на въздуха. Поради факта, че Памир се намира в субтропичния пояс през зимата преобладава преноса на въздушни маси от умерените ширини, а през лятото – от тропичните ширини. Средната януарска температура в Източен Памир на височина около 3600 m е -17,8 °C. Зимата продължава от октомври до април включително. Абсолютните минимални температури достигат до -50 °C. Лятото е кратко и хладно, като летните температури рядко надвишават 20 °C. Средната юлска температура (на същата надморска височина, както и през януари) е 13,9 °C. В долините на река Бартанг (Мургаб, Оксу) и в безотточните котловини (езерото Каракул и др.) е разпространена вечно замръзналата почва. В долините на Западен Памир средната януарска температура на височина около 2100 m е -7,4 °C, средната юлска 22,5 °C. Вегетационния период (минимална денонощна температура 5 °C) е от 223 денонощия в Хорог до 140 денонощия в Мургаб. За годишния ход на валежите съществено влияние оказват циклоналните процеси при преноса на въздушни маси от югозапад. В долините на Западен Памир годишната сума на валежите съставлява 92 – 260 mm, в Източен Памир – 60 – 119 mm. Във височина и по склоновете на хребетите количеството на валежите се увеличава (на ледника Федченко 1100 mm). Максимумът на валежите в Западен Памир е през март и април, а минимумът – през лятото. В Източен Памир съответно – през май и юни и през август. През лятото в Източен Памир са възможни влияния на влажни тропически въздушни маси, участващи в мусонната циркулация над Индия.

### Ледници
Площта на съвременните ледници в Памир е около 8400 km². Най-големи ледници има в хребетите Академия на Науките, Заалайски, Рушански, Североаличурски, Язгулемски, Петър Първи, Дарвазки и Зулумарт. Снежната линия на северозапад се разполага на височина 4000 – 4400 m, в централните и източните райони на височина 5000 – 5200 m. Общото число на ледниците е около 3000. В Западен Памир преобладават долинните ледници. Най-големият ледник в Памир и най-дългият ледник извън полярния кръг е ледникът Федченко – 72 km в хребета Академия на Науките. В Северозападен Памир са разположени ледниците: Грум-Гржимайло (36,7 km), Гармо (27,5 km), Сугран (24 km), Географско Дружество (21,5 km), Фортамбек (20 km) и др. В Заалайския хребет най-големият ледник е Голяма Саукдаря (25 km). За някои от ледниците на Памир са характерни периодичните бързи придвижвания на няколко километра надолу по долината със скорост до 100 m в денонощие (Мечи в горното течение на река Ванч, Ленин в Заалайския хребет и др.). В Източен Памир преобладават малките долинни, склонови и карови ледници. Съвременното заледяване на планината значително отстъпва на древното както по размерите на отделните ледници, така и по общата им площ и разпространение, като са обхващали почти цялата територия на Памир.

### Води
Речната система на Памир принадлежи основно към водосборния басейн на река Амударя. Най-голямата памирска река е Пяндж (лява съставяща на Амударя). Нейни основни десни притоци са: Гунт с Шахдаря, Бартанг (в средното течение Мургаб, в горното Оксу), Язгулем, Ванч. В Северозападен Памир се намират горните течения на реките Обихингоу и Муксу (горното течение на Вахш). Малко количество реки принадлежат към безотточни памирски басейн – Караджилга, Музкол и др., вливащи се в езерото Каракул. От източните склонове на Сариколския хребет (на територията на Китай) водят началото си реки, принадлежащи към водосборния басейн на река Тарим. Подхранването на памирските реки е предимно ледниково-снежно и се характеризират с ясно изразено лятно пълноводие. Най-голямото памирско езеро е Каракул (солено, безотточно), разположено в тектонска падина между хребетите Зулумарт на запад и Сариколски на изток. Други по-големи езера са: Рангкул и Шоркул (солени, безотточни) и Зоркул (моренно-проточно). Езерата Яшилкул и Сарезко са възникнали през 1911 г., когато в резултат на катастрофално земетресение от съседните хребети се свличат огромни земни маси, които преграждат теченията на реките Гунт и Мергаб.

### Основни типове ландшафти (височинни зони)
В природно отношение, Памир като цяло принадлежи към Централна Азия и във физикогеографско отношение се отнася към Централноазиатските планински земи. Различните ландшафти на Памир се определят основно от височинната поясност, разпространението на релефа на източно- и западнопамирски тип, а също и от рязкото намаляване на валежите и увеличаването на континенталността на климата от северозапад на изток и югоизток. Растителната покривка е извънредно разредена, като преобладават голите скалисти или покрити с чакъли и валуни пространства.
В Източен Памир на обширни пространства господстват ландшафтите на студените високопланински пустини и каменисти високопленински земи. Дървестната растителност напълно отсъства. Растенията са ниски, приспособени към суровите условия на местообитания. По плоските дъна на долините и котловините и по сухите планински склонове растат ниски храсталаци от терескен, растения-възглавници (акантолимон, острогледка и др.), памирска вратига, астрагал, местни видове треви с развити ирисови и метликови степни формации. По дъната на най-увлажнените долини са разпространени осикови пасища, т.нар. „сази“. Фауната на Източен Памир е бедна: планински козел – архар, дългокосмест мармот, безопашат заек, тибетски заек, тибетска планинска пуйка (улар), серпоклюн, тибетска врана, снежен гриф и др.
Ландшафтите на Западен Памир се отличават от източнопамирските с по-богатата си растителност, но и тук в долните части на планинските долини преобладават пустинните формации с господството на полини и саксаул. Над 3200 m са разпространени бодливи формации (акантолимон, бодлив астрагал). Над 3600 m се появяват степни участъци заети от типчак и коило. В пояса между 3800 и 4300 m е развита нискотревиста криофилна, а над 4500 – 4700 m – разредена субнивална растителност. Покрай коритата на реките в Западен Памир тук-таме се срещат малки горички от ива, зърнастец, топола, бреза, шипка. Дървесно-храстовата растителност е силно разредена и се изкачва до 3900 m височина (ива, бреза, арча). Върху напоявани земи (наносни конуси и речни тераси) се отглеждат културни насаждения: лозя, кайсии, ябълки, круши, гръцки орех, черници. В планините на Западен Памир обитават: планински козел (киик), кафява мечка, вълк, лисица, снежен барс, камчатска бялка, памирски заек, летяща мишка и др.

## Историческа справка
Първото запознаване с високопланинската област Памир става през VІ – І в. пр. Хр. от индийски търговци и будистки монаси, а първите официални сведения за планината дават китайските пътешественици Джан Циен през 138 – 126 г. пр. Хр. и Сюен Дзан през 629 – 647 г. През средните векове множество китайски, индийски и европейски търговци преминават покрай непристъпните хребети на Памир, но никой не предприема опити за навлизане в недрата на планината. През 1871 г. руският географ Алексей Федченко предприема първото изследване във вътрешността на Памир, като изследва долното течение на река Муксу (лява съставяща на Вахш) и покрай десният ѝ бряг открива Заалайския хребет. През 1873 г. индийският пандит (млади и интелигентни индийски младежи на британска служба) Абдул Себхан първи проследява меридионалното течение на река Пяндж (лява съставяща на Амударя) и открива долните течения на десните ѝ притоци Гунт и Бартанг. През 1878 г. руският изследовател на Средна Азия Василий Ошанин навлиза в северозападните части на планината и открива хребетите Петър Първи и Дарвазки и огромния долинен ледник Федченко. Същата година друг известен руски изследовател на Средна Азия Николай Северцов изследва котловината на езерото Каракул и части от Източен Памир и открива Рушанския хребет. През 1881 – 1882 г. руският астроном и топограф Алберт Едуардович Регел извършва астрономически наблюдения и топографски заснемания в Памир, като изследва Дарвазкия хребет, меридионалвия участък на река Пяндж и десните ѝ притоци Ванч, Гунт и Бартанг и полага началото на откриването на хребета Академия на Науките. През 1883 г. руският геолог Дмитрий Лвович Иванов в Източен Памир и открива хребетите Сариколски, Музкол, Североаличурски, Южноаличурски и Вахански и дава първите геоложки сведения за планината. През 1884 г. видния руски географ Григорий Грум-Гржимайло изследва северната част на Сариколския хребет и езерото Каракул, а през 1887 г. – средното течение на река Бартанг (Муксу) и южната маст на Сариколския хребет. През 1886 – 1887 г. английският пътешественик Френсис Йънгхъзбанд изследва южните части на Памир. През 1904 – 1905 г. руският алпинист, географ и глациолог Николай Корженевски изследва и картира голяма част от ледниците в Памир, а през 1932 г. извършва комплексни физикогеографски изследвания на котловината на езерото Каракул и самото езеро.
Най-високата точка на Памир е връх Исмаил Самани (7495 m). До 1932 г. върхът няма име, от 1932 до 1962 г. се нарича Сталин, по името на Йосиф Сталин, от 1962 до 1998 – Комунизъм. Първото изкачване (от източната страна) е извършено от Евгени Абалаков през 1933 г. Югозападната стена на върха е изкачена за пръв път през 1968 г. от Едуард Мисловски.
Следващият по височина връх е Абу Али ибн Сина (7134 m), наречен в чест на Авицена. За пръв път е открит и описан през 1871 г. от видния руски географ и пътешественик Алексей Павлович Федченко, който го нарича в чест на Константин Петрович Кауфман. През 1928 г. върхът е преименуван на Ленин, по името на Владимир Ленин. Първото изкачване на върха е извършено от немските алпинисти Карл Вин и Ервин Шнайдер през 1928 година. На 4 юли 2006 г., с решение на правителството на Таджикистан, върхът е преименуван на Абу Али Ибн Сина (Авицена). През 2015 г. на върха съществуват повече от 16 катерачни маршрути.
Трети поред е връх Евгения Корженевска (7014 m). Той е разположен в северната част на хребета Академия на Науките, на 13 km северно от връх Исмаил Самани. Открит е на 23 август 1910 г. от географа Николай Леополдович Корженевски, един от най-големите изследователи на Централна Азия. Първи опит за изкачването му е направен през 1936 г. от съветските алпинисти Александра Джапаридзе и Николай Гусак. Първи на него стъпват А. Угаров, А. Гожев, В. Дмитриев, А. Ковирков, А. Красавин, Е. Риспаев, Р. Селиджанов, П. Скоробогатов. Това се случва на 22 август 1953 г. след атака по северния хребет, откъм ледника Корженевска.
В Памир има и връх, изкачен за първи път от българи (в рамките на съветско-българска експедиция през 1968 г.) и наречен в българска чест Шипка (6254 m).

## Икономика
Има няколко мини за каменни въглища в западния край, отглеждат се големи стада овце.

## Топографска карта
- J-42-Б М 1:500000[2]
- J-42-Г М 1:500000[3]
- J-43-А М 1:500000[4]
- J-43-В М 1:500000[5]